# مشعل العجمی
مشعل العجمی (انگلیسی: Mishel Al-Agmi؛ زادهٔ ۵ ژانویهٔ ۱۹۹۲) یک ورزشکار اهل عربستان سعودی است.
از باشگاه‌هایی که در آن بازی کرده‌است می‌توان به باشگاه فوتبال الشعله عربستان سعودی اشاره کرد.